# Argumentum ad passiones
Argumentum ad passiones vrsta je logičke pogreške. Budući da je namjerne vrste, pripada sofizmima. 
Ovim se sofizmom želi izvesti prividan dokaz koji se oslanja na manipuliranje osjećajima onoga kojem je argument upućen. Vrsta je irelevantne konkluzije  među koje pripadaju još i argumentum ad consequentiam, pozivanje na strah (argumentum ad metum, argumentum in terrorem), pozivanje na laskanje, argumentum ad misericordiam, argumentum ad absurdo (pozivanje na ruganje), argumentum ad odium (pozivanje na prkos), iluzorno razmišljanje.
Sličan je logičkoj pogrešci argumentum ad misericordiam.